# Діккесбах
Діккесбах (нім. Dickesbach) — громада в Німеччині, розташована в землі Рейнланд-Пфальц. Входить до складу району Біркенфельд. Складова частина об'єднання громад Геррштайн.
Площа — 4,91 км2. Населення становить 413 ос. (станом на 31 грудня 2020).